# Пирро, Микеле
Микеле Пирро (итал. Michele Pirro; род. 5 июля 1986, Сан-Джованни-Ротондо, Италия) — итальянский мотогонщик, участник чемпионата мира в шоссейно-кольцевых мотогонок MotoGP. Работает тест-пилотом команды «Ducati Team». Выступает под номером 51.

## Биография
Пирро выиграл в 2004 году Чемпионат Европы по шоссейно-кольцевых мотогонок в классе 125сс. В следующем сезоне принял участие в чемпионате мира в классе 125сс.
В сезоне 2014 Микеле заменил на третьей гонке сезона, Аргентине, травмированного Кэла Кратчлоу и выступил еще в 5 гонках по уайлд-кард. Лучшим результатом стало 9-е место на заключительном Гран-При сезона, в Валенсии.
В сезоне 2015 принял участие в трех гонках чемпионата, лучшим результатом стало восьмое место Гран-При Италии.